# Alejandro González Velázquez
Alejandro González Velázquez (Madrid, 27 febbraio 1719 – 1772) è stato un architetto e pittore spagnolo.

## Biografia
Nato a Madrid il 27 febbraio 1719, studiò presso il Comitato preparatorio per la costituzione della Real Academia de Bellas Artes de San Fernando. Lavorò agli ordini di Santiago Bonavía nelle decorazioni del Real Coliseo del Buen Retiro e nel Real Sitio de San Ildefonso, formandosi nella tecnica italiana della quadratura. Ad Aranjuez ha lavorato per tre anni secondo Juan Agustín Ceán Bermúdez sui piani generali colorati che Bonavía avrebbe poi firmato.
In collaborazione con il fratello Luis, dipinse le decorazioni murali di numerose chiese di Madrid, tra cui quelle della cappella di Santa Teresa nel convento di San Hermenegildo, ora parrocchia di San José, e quelle della chiesa del convento delle Bernardas del Sacramento. Alejandro lavorò quasi sempre assieme al fratello Luis,e questo rende difficile l'attribuzione dei grandi affreschi eseguiti per le volte del Palazzo Nuovo e per le grandi chiese madrilene (chiese dei conventi dell'Incarnazione, del Sacramento e delle Descalzas Reales). Appartengono certamente a Luis le parti di maggiore intonazione scenografica, collegabili alla sua apprezzata attività di scenografo, invece ad Alejandro si possono attribuire tutte le parti condotte con abilissima e sicurissima prospettiva.
Nel 1752, quando fu istituita ufficialmente l'Accademia di Belle Arti, fu nominato vicedirettore dell'architettura. L'anno successivo, al ritorno di Antonio dall'Italia, i tre fratelli si occuparono degli affreschi della cupola e dei pennacchi del convento de las Salesas Reales sotto la direzione di Corrado Giaquinto. Specializzato in pittura ornamentale, nel 1766 fu nominato direttore della nuova sezione Prospettiva dell'Accademia di Belle Arti.
Come architetto, fuggendo dal gusto ornato riberesco ma senza raggiungere la necessaria semplicità, secondo Ceán, fornì i piani per la ristrutturazione della chiesa del convento delle monache Bernardas chiamate Vallecas in Calle de Alcalá, curando anche le tracce delle sue pale d'altare; Sono sue anche le tracce della pala dell'altare maggiore nella chiesa di Alpajés ad Aranjuez, dove collaborò nuovamente con Bonavía, e quella delle monache giustiniane di Cuenca, dove si occupò anche della progettazione generale del tempio e della pittura di le sue volte.
Tra i suoi discepoli, spiccava suo figlio José Antonio González Velázquez, primo direttore di architettura presso l'Accademia Reale di San Carlos de México.

## Opere
- Real Coliseo del Buen Retiro;
- Real Sitio de San Ildefonso;
- Cappella di Santa Teresa nel convento di San Hermenegildo;
- Cappelle della chiesa del convento delle Bernardas del Sacramento;
- Volte del Palazzo Nuovo;
- Chiesa dei conventi dell'Incarnazione;
- Chiesa del Sacramento;
- Chiesa delle Descalzas Reales;
- Chiesa del convento delle monache Bernardas chiamate Vallecas in Calle de Alcalá;
- Pala dell'altare maggiore nella chiesa di Alpajés ad Aranjuez;
- Pala delle monache giustiniane di Cuenca.